# DP-Lager Babenhausen

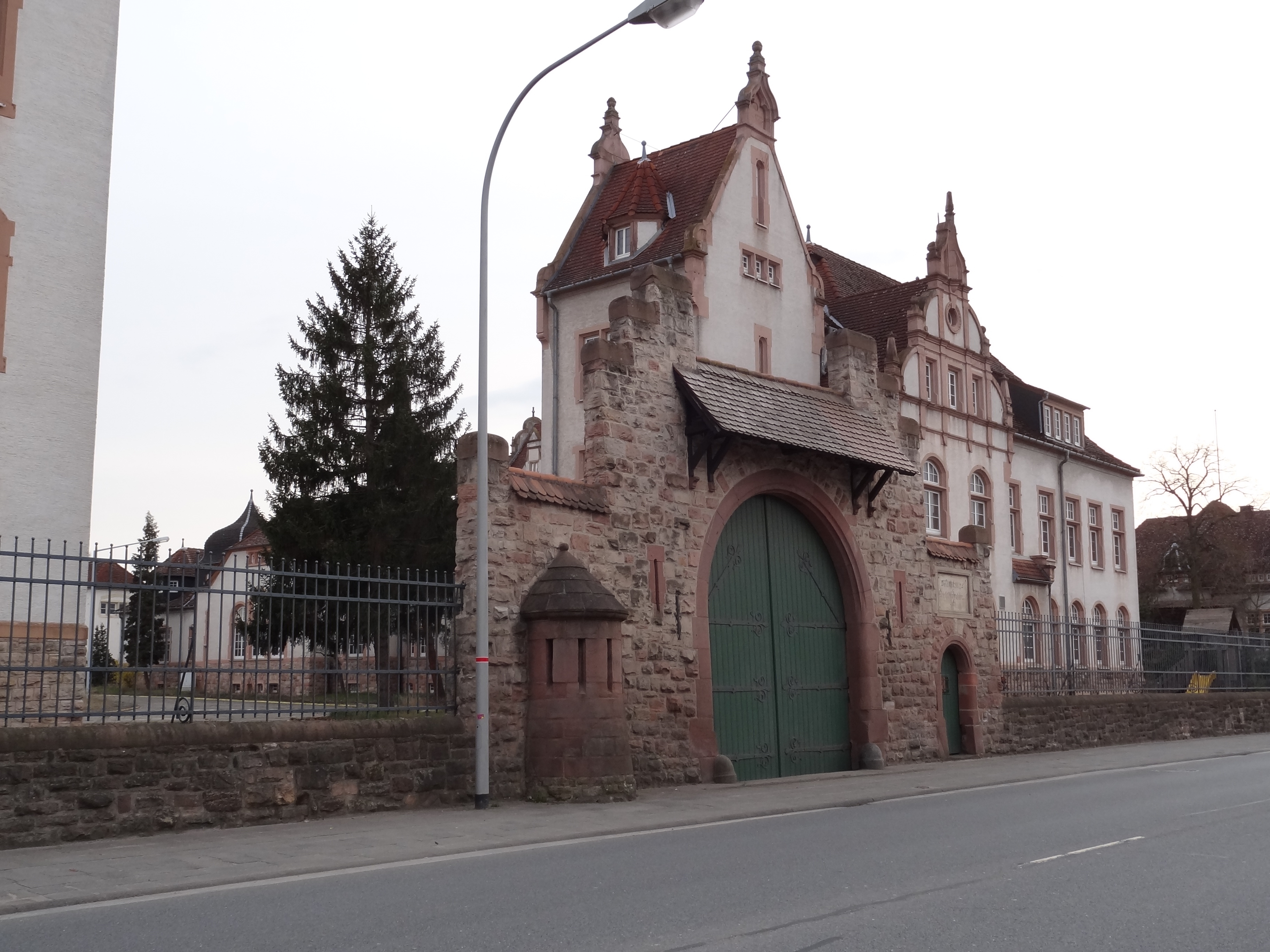
Haupteingang zur ehemaligen Kaserne in Babenhausen

Das DP-Lager Babenhausen wurde 1946 als Entlastung für das DP-Transitlager Landshut zur Unterbringung von Displaced Persons auf einem von der US-Army besetzten Kasernengelände am Rande der südhessischen Kleinstadt Babenhausen eingerichtet. Das Lager in Babenhausen war eines der zahlreichen DP-Lager in Hessen und bestand bis Ende 1950.

## Nutzung des Kasernengeländes zwischen 1901 und 1946
In den Jahren 1900 und 1901 wurde am Rande von Babenhausen eine Kasernenanlage erbaut (Lage), in der bis zum Ende des Ersten Weltkrieges Artillerie- und Kavallerieeinheiten sowie ein Reservelazarett untergebracht waren. Nach dem Ende des Ersten Weltkriegs wurde die Garnison aufgelöst und kurzzeitig von französischen Soldaten besetzt. Vom Frühjahr 1920 an folgte dann eine wechselnde Nutzung des Kasernengeländes durch ein Reichswehr-Schützen-Regiment,  die Hessische  Sicherheits-Polizei und eine SA-Sportschule.:S. 35 Eine erneute militärische Nutzung begann Mitte der 1930er Jahre. Abermals wurde das Kasernengelände Standort eines Artillerieregiments, und im Verlauf des Zweiten Weltkrieges wurde das Gelände um einen Feldflugplatz der Luftwaffe erweitert. Ab 1938 war zudem eine Wehrkreis-Reit- und Fahrschule in Babenhausen ansässig.:S. 36
Ebenfalls während des Zweiten Weltkriegs errichtet die Deutsche Wehrmacht auf dem Kasernengelände ein Kriegsgefangenenlager, dessen Insassen auf dem Flugplatz zu arbeiten hatten. Am 16. März 1945, nur wenige Tage vor dem Einmarsch der amerikanischen Truppen, wurden etwa 400 kriegsgefangene Schwarzafrikaner in der Kaserne untergebracht, die aus einem deutschen Kriegsgefangenenlager in Schlesien zu Fuß in Marsch gesetzt worden waren und in einem jämmerlichen Zustand in Babenhausen ankamen.
Am Vormittag des Palmsonntages des Jahres 1945, dem 25. März, rückten die US-amerikanischen Truppen in Babenhausen ein. Ihr Hauptquartier richteten sie vorerst in der Stadt ein, nicht auf dem Kasernengelände. „Die Wachmannschaften sowie andere deutsche Militärpersonen im Kasernenbereich wurden in amerikanische Gefangenschaft genommen. Mitte Juni 1945 erfährt die Zivilbevölkerung, dass in und um die Kaserne Babenhausen ein deutsches Kriegsgefangenenlager eingerichtet wird. Die offizielle Bezeichnung lautet PWTE-A-20 (Kriegsgefangenendurchgangslager der US-Armee). Rund 30.000 deutsche Kriegsgefangene werden durch das Lager geschleust und in Babenhausen entlassen. Manche Gefangene waren nur ein oder zwei Tage im Lager Babenhausen.“ In dieser Zeit wurde das Kasernengelände noch einmal deutlich erweitert. Es entstanden sogenıannte Nissenhütten, einräumige halbrunde Blechbauten, sowie große Sammelunterkünfte in Zelten. Auch die ehemaligen Pferdeställe wurden als Unterkünfte für Kriegsgefangene genutzt. Die sanitären Einrichtungen befanden sich in einem schlechten Zustand.:S. 41
Diese Nutzung als Kriegsgefangenendurchgangslager der US-Armee endete im September 1946.

## Das jüdische DP-Lager
Vor allem in der Folge des Pogroms von Kielce kam es von August bis Oktober 1946 zur massenhaften Zuwanderung polnischer Juden in die amerikanische Besatzungszone. Mit Hilfe der Fluchthilfe-Bewegung Bricha gelangten sie über Österreich nach Deutschland und wurden vorübergehend in grenznahen Transitlagern, so in Landshut oder Cham (Oberpfalz), untergebracht. Die Masse der ankommenden Flüchtlinge überforderte die amerikanischen Behörden, zumal die britischen und französischen Besatzungsbehörden den jüdischen Flüchtlingen den Zuzug in ihre Zonen verweigerten.:S. 33  Über die daraus resultierende Situation im Transitlager Landshut berichtete Leo W. Schwarz, in den Jahren 1946/47 Direktor des Joint Distribution Committee (Joint) für die amerikanische Besatzungszone

„Das Landshuter D.P.-Lager war eine Zeltstadt, die als Notmaßnahme eingerichtet wurde, um jüdischen Flüchtlingen polnischer Herkunft, die aus Österreich über Salzburg in die amerikanische Zone Deutschlands kamen, eine vorübergehende Unterkunft zu bieten. Der Standort des Lagers war ein ebenes, mit Gras bewachsenes Feld, das früher ein deutscher Flugplatz war. Es gab keine festen Gebäude auf dem Gelände, mit Ausnahme eines großen Schuppens, der als Armeelager genutzt wurde, und von dem eine Ecke für AJDC-Vorräte reserviert war. [...] Die Zelte wurden auf dem Gras aufgeschlagen, ohne Bodenbelag, ohne Winterausrüstung und ohne Heizung.  Es gab keine Entwässerungsgräben um die Zelte herum, weil die Armee der Meinung war, dass die DPs sie selbst ausheben sollten, und die DPs weigerten sich, irgendeine Arbeit zu verrichten, die als Tendenz zur Aufrechterhaltung der Situation angesehen werden könnte.“

Auf der Suche nach besseren Unterkunftsmöglichkeiten griff die US-Army auf das in Auflösung befindliche Kriegsgefangenenlager Babenhausen zurück, das eigentlich zu einem Internierungslager hätte umfunktioniert werden sollen und zu dem Zeitpunkt noch von einem Stacheldrahtzaun umgeben war. Hier traf ein erster Transport aus Landshut mit etwa 1.000 Personen am 29. September 1946 ein, wobei der erste Anblick, der sich den DPs bei ihrer Ankunft bot, heftigen Widerstand hervorrief.

„Eine Abordnung der DPs inspizierte das Gelände und fand den ersten Eindruck bestätigt: Das Territoriuın ähnelte eher einem Konzentrationslager, denn den angekündigten wintertauglichen Unterkünften. Die DPs verweigerten daraufhin das Verlassen des Zuges und lehnten das für sie vorgesehene Territorium aufgrund der aus ihrer Sicht räumlichen Unzulänglichkeiten ab. Erst nach langen Verhandlungen und der Androhung, alle im Zug Verbleibenden in selbigem nach Polen zurück zu transportieren, verließen die Menschen die Waggons und betraten das Lager.“

Ähnliche Komplikationen gab es auch beim zweiten Transport, der Babenhausen am 1. Oktober 1946 erreichte. 35 Personen weigerten sich auszusteigen und verließen mit dem Zug Babenhausen mit unbekanntem Ziel. Erst der dritte und letzte Transport mit weiteren 800 Personen verlief ohne größere Komplikationen. Der Joint-Beauftragte Joseph Fink hielt gleichwohl den Widerstand gegen die Zustände auf dem Gelände aus der Sicht der DPs für berechtigt. Die Unterkünfte und sanitären Einrichtungen entsprachen im Wesentlichen denen, die zuvor von den Kriegsgefangenen genutzt werden mussten, und Fink bezweifelte, dass diese trotz der Bemühungen der US-Army für die jetzige Anzahl an Menschen bewohnbar gemacht werden könne. Für ihn stand fest, dass es insbesondere Frauen und Kinder nicht zuzumuten sei, den ganzen Winter über in dieser Einrichtung auszuharren.
Dieses Verständnis für die polnischen Camp-Insassen wurde nicht von allen geteilt. Köhn zitiert einen Berichterstatter für das US-amerikanische Special Senate Committee Investigating the National Defense Program, der im November 1946 nach einem Lagerbesuch schrieb: „Diese Menschen sind größtenteils mittellos und wollen nicht arbeiten, sondern erwarten, dass man sich um sie kümmert, und beschweren sich, wenn die Dinge nicht so gut gemacht werden, wie sie es für richtig halten.“
Finks Report von Anfang Oktober 1946 enthält eine Statistik per Stichtag 7. Oktober, die folgende Merkmale der zu dem Zeitpunkt 2.358 Camp-Insassen hervorhebt:
| Soziale Merkmale der Camp-Insassen am 7. Oktober 1946 |              |        |
|                                                       | im Alter von | Anzahl |
| Kinder                                                | 0 – 2        | 243    |
|                                                       | 2 – 5        | 157    |
|                                                       | 5 – 14       | 150    |
| Schwangere                                            |              | 237    |
| Personen                                              | über 60      | 87     |

Fink schloss aus diesen Zahlen, dass etwa 2000 Personen in familiären Verbindungen gelebt und etwa 10 % der Gesamtzahl einen nicht-familiären Status gehabt hätten.
Nachdem die Registrierung der Camp-Insassen abgeschlossen war, ergaben sich zwei Entwicklungsstränge für das Camp. Der eine bestand darin, die vorhandene Infrastruktur zu verbessern – unter Anleitung der UNRRA- und Joint-Mitarbeiter und der Mithilfe der DPs. Verteilungsstellen für Kleidung und Kinderspielzeug entstanden, vier Großküchen, ein Kindergarten und eine Synagoge wurden eingerichtet. Im Dezember 1946 nahm auch ein Krankenhaus seinen Dienst auf.:S. 41 Mangels Räumlichkeiten und Materialien konnte zunächst kein Schulbetrieb aufgenommen werden, es gab jedoch bald eine religiöse Schule, die von der Vaad Hatzalah, einer Unterorganisation der Agudat Jisra’el betrieben wurde, die nach Köhn in Babenhausen ebenfalls als jüdische Hilfsorganisation vor Ort war.:S. 37 & 41
Parallel zu der inneren Ertüchtigung des Camps forderten die UNRRA und andere jüdische Hilfsorganisationen die Verlegung der Camp-Insassen in Privatwohnungen außerhalb des Camps. Das führte dazu, dass Ende Oktober/Anfang November 1946 mehrere Hundert DPs, vor allem Familien, in das nicht weit entfernte Dieburg verlegt wurden, nachdem dort privater Wohnraum für sie beschlagnahmt worden war. Das war der Auftakt für das jüdische DP-Lager Dieburg, und dieser Transfer geschah vor dem Hintergrund eines massiven Konflikts zwischen den militärisch Verantwortlichen, die gegen eine Verlegung waren, und den Vertretern der UNRRA, die sich letztlich durchsetzen konnten. In Babenhausen waren fortan nur noch zwischen 1.200 und 1.400 DPs ansässig.:S. 160–161
Der spätere israelische Ministerpräsident David Ben Gurion unternahm im Oktober 1945 und im Oktober 1946 Reisen durch mehrere DP-Lager. Im Oktober 1946 besuchte er auch das DP-Lager Babenhausen. Er wurde dabei begleitet von Herbert Friedman (1918–2008), der eine wichtige Rolle bei der Organisation der Bricha-Route von Stettin nach Berlin spielte, auf der jüdische Überlebende aus Osteuropa in die amerikanischen Besatzungszonen geschleust wurden.
Im Frühjahr 1947 wurde das jüdische DP-Lager in Babenhausen geschlossen. Im Zuge von Familienzusammenführungen zogen einige DPs noch nach Dieburg:S. 42; der größte Teil aber wurde Anfang März 1947 nach Nordhessen in das 20 Kilometer östlich von Kassel gelegene DP-Lager Rochelle verlegt:S. 162, das in einer ehemaligen Zwangsarbeiterinnensiedlung der Sprengstofffabrik Hessisch Lichtenau auf dem Gelände der heutigen Gemeinde Eschenstruth eingerichtet worden war.

## Lager für baltische DPs
Im heutigen Gernsheimer Ortsteil, Allmendfeld, einer von den Nationalsozialisten gegründeten landwirtschaftlichen Mustersiedlung, in der sich während des Zweiten Weltkriegs ein Arbeitslager für Strafgefangene des Lagers Rollwald befand, wurden zwischen dem Januar 1946 und dem Juni 1947 litauische und estnische DPs untergebracht. Die letzten Insassen dieses Lagers wurden nach Babenhausen verlegt, und dorthin kamen auch noch weitere baltische DPs aus kleineren Lagern. Babenhausen wurde somit offiziell als baltisches DP-Lager geführt, das 1948 mit etwa 1.000 Personen aus dem Baltikum belegt war.:S. 162
Im Sommer 1949 nahm die Anzahl der baltischen Lagerinsassen schnell ab, weshalb Babenhausen vorübergehend zum Durchgangslager für auswanderungswillige oder repatriierungswillige DPs genutzt wurde.:S. 163

## Vom Lager für tschechische DPs zur US-amerikanischen Garnison
Vom DP-Lager zum Bundesamt für Migration und Flüchtlinge – so ließe sich die Geschichte des 1946 von der UNRRA in Nürnberg-Langwasser auf dem Gelände eines ehemaligen Kriegsgefangenenlagers eröffneten und betriebenen DP-Lagers zusammenfassen. Bekannt wurde es als Valka-Lager, benannt nach der lettisch-estnischen Grenzstadt Valka, weil dort bis 1949 vor allem von Letten und Esten untergebracht waren.
Im Oktober 1949 übernahmen die deutschen Flüchtlingsbehörden das Lager von der IRO, das nach dem Auszug der baltischen Insassen umgehend für die Unterbringung von Flüchtlinge aus den Ostblockstaaten genutzt wurde, vor allem von Tschechen. Obwohl eigentlich ab Mitte 1947 keine Neuankömmlinge mehr als DPs anerkannt wurden, machte die US-Besatzungsbehörde insbesondere für die sogenannten National-Tschechen, „die im Frühjahr 1948 aufgrund der Staatskrise in der Tschechoslowakischen Republik in die amerikanische Zone Deutschlands gelangt waren“, eine Ausnahme und verlieh ihnen den DP-Status, „der ihnen eine bessere Versorgung unter der Obhut der IRO sowie eine Unterbringung in IRO-Lagern gewährleistete“.:S. 163  „Ende 1949 befanden sich bereits 1.300 Tschechen im »neuen« Valka-Lager, das nun offiziell »Regierungslager für heimatlose Ausländer« hieß.“
Nach Holger Köhn war auch die Hessische Landesregierung bereits Mitte März 1948 von der amerikanischen Militärverwaltung zur Aufnahme dieser National-Tschechen aus  den  überfüllten  bayrischen  Lagern  angewiesen worden, widersetzte sich aber zunächst.:S. 55 Die Amerikaner setzten trotzdem bereits am 26. März 1948 einen ersten Transport von Regensburg aus in Fahrt, dessen Insassen zum Teil nahe Wiesbaden und in Dieburg untergebracht werden mussten. Hier entstand in einem Gymnasium das Regierungsdurchgangslager Dieburg, in dem sich nach einem weiteren Transport Mitte April über 350 Menschen aufhielten.:S. 56
Aufgrund der unzulänglichen Lebensverhältnisse kam es zu Verhandlungen, in deren Folge die IRO vom 1. August 1948 an die Betreuung der Lagerinsassen übernahm und deren Verlegung in andere IRO-Lager anstrebte. Ende September 1948 wurde das Dieburger Lager für die National-Tschechen aufgelöst:S. 58, doch war damit die Geschichte von deren Aufenthalt in Hessen noch nicht zu Ende. Die IRO kündigte im September 1949 an, dass sie vom kommenden Jahr an ihre Hilfsmaßnahmen für in Deutschland befindliche DPs einstellen würde, für die dann die deutschen Behörden zuständig sein sollten. Das galt auch für die National-Tschechen und schloss deren Verteilung von Bayern, wo die meisten von ihnen untergebracht waren, auf andere Bundesländer ein.:S. 59
Auf US-amerikanische Weisung musste Hessen – trotz abermaliger Versuche, dies abzuwenden – national-tschechische Flüchtlingen aus dem Valka-Lager übernehmen, nicht im DP-Lager Bensheim-Auerbach, wie von der hessischen Landesregierung zunächst beabsichtigt, sondern in dem inzwischen fast vollständig geräumten Lager Babenhausen. Am 31. Mai 1950 traf hier ein erster Transport mit 238 Tschechen ein. Die für sie bestimmten Unterkünfte waren zuvor von freiwilligen  Arbeitstrupps aus dem Lager Bensheim-Auerbach unentgeltlich hergerichtet worden, weil die dortigen Bewohner froh darüber waren, dass sie dort nicht für die Tschechen hatten weichen müssen.:S. 61–62 Anfang August 1950 lebten bereits etwa 600 Tschechen auf dem Babenhausener Kasernengelände.
Der Aufenthalt der Tschechen in Babenhausen währte nur wenige Monate. Die amerikanischen Behörden verlangten die volle Verfügung über das Kasernenareal zum 1. Dezember 1950, da sie dieses ab Januar 1951 als Garnisonsstandort nutzen wollten. Am 31. Dezember 1950 verließen die letzten Lagerinsassen Babenhausen; sie wurden ins Lager Wegscheide bei Bad Orb verbracht.:S. 63